# Saint-Julien-de-Civry
Saint-Julien-de-Civry ist eine französische Gemeinde mit 468 Einwohnern (Stand: 1. Januar 2022) im Département Saône-et-Loire in der Region Bourgogne-Franche-Comté (vor 2016 Bourgogne). Sie gehört zum Arrondissement Charolles und zum Kanton Charolles.

## Geographie
Saint-Julien-de-Civry liegt etwa 70 Kilometer südwestlich von Chalon-sur-Saône.
Nachbargemeinden von Saint-Julien-de-Civry sind Lugny-lès-Charolles im Norden, Changy im Nordosten, Dyo im Osten, Saint-Germain-en-Brionnais im Südosten, Prizy im Süden, Oyé im Südwesten, Poisson im Westen sowie Nochize im Nordwesten.

## Bevölkerungsentwicklung
| Jahr                      | 1962 | 1968 | 1975 | 1982 | 1990 | 1999 | 2006 | 2011 | 2016 |
| Einwohner                 | 664  | 630  | 550  | 515  | 526  | 550  | 519  | 504  | 484  |
| Quelle: Cassini und INSEE |      |      |      |      |      |      |      |      |      |

## Sehenswürdigkeiten
- Kirche Saint-Julien aus dem 13. Jahrhundert
- Kapelle Sainte-Geneviève
- Schloss Vaulx aus dem 17. Jahrhundert

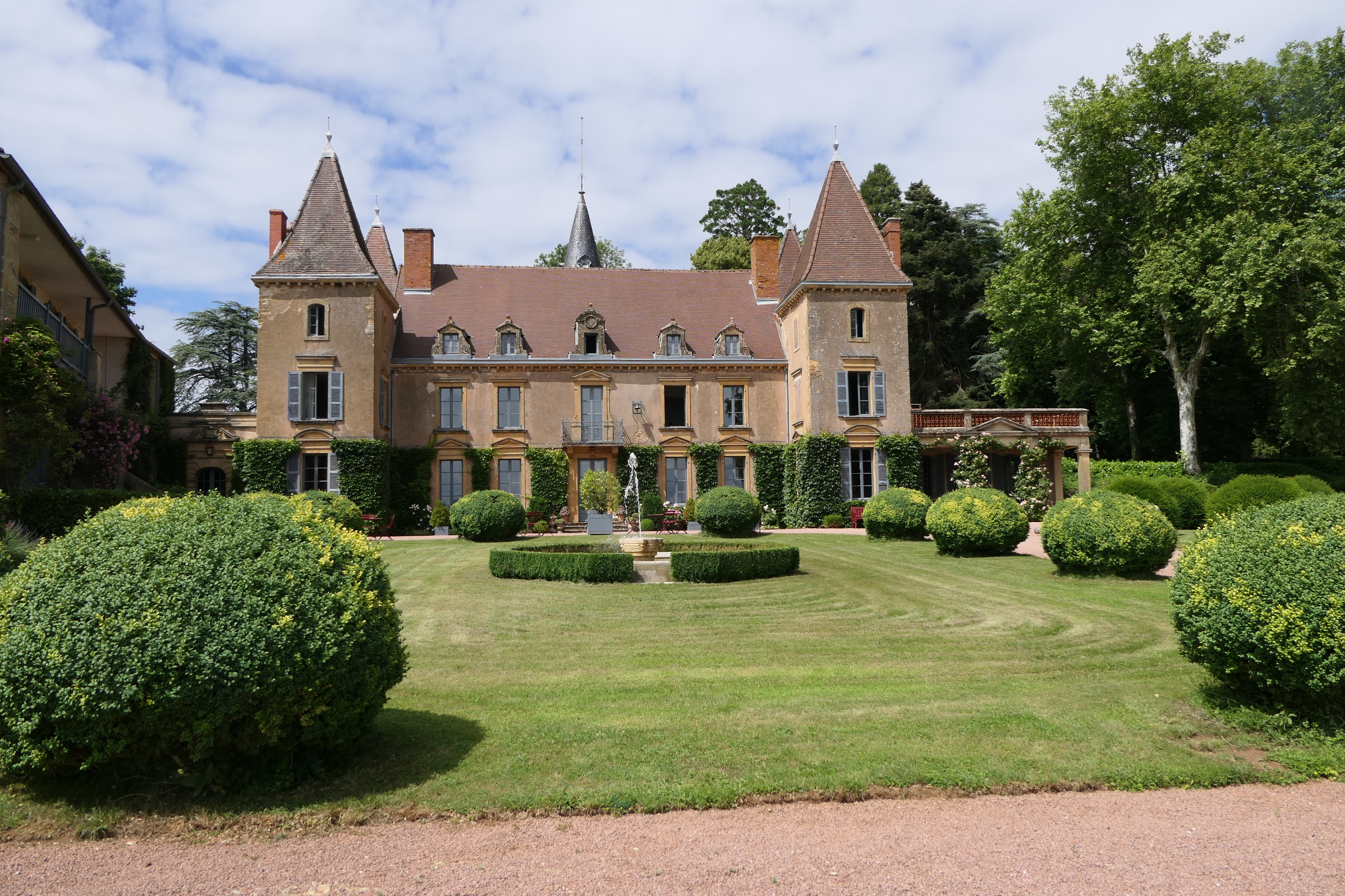
Schloss Vaulx

- Wassermühlen von Vaux und Cachot

## Persönlichkeiten
- Bernard Thévenet (* 1948), Radrennfahrer
- Charles Demôle (1828–1908), Jurist und Politiker, Minister für öffentliche Infrastruktur (1885/1886) und Justiz (1886), starb in Saint-Julien-de-Civry